# ロブ・ブラント
ロブ・ブラント（Rob Brant、1990年10月2日 - ）は、アメリカ合衆国のプロボクサー。元WBA世界ミドル級レギュラー王者。トレーナーはエディー・ムスタファ・ムハマド。

## 来歴
2017年10月27日、シュヴェリーンのシュポルト・ウント・コングレスハレで行われたWorld Boxing Super Seriesスーパーミドル級準々決勝でユルゲン・ブリーマーと対戦し、12回判定負けを喫した。
2018年10月20日、ラスベガスのパークシアターでWBA世界ミドル級レギュラー王者村田諒太と対戦し、12回判定勝ちで王座獲得に成功した。
2019年7月12日、大阪市のエディオンアリーナで村田諒太と再戦し、2回TKO負けで2度目の防衛に失敗し王座陥落した。
2019年7月18日、ブラントは試合の契約に含まれていた村田との再戦条項の権利を行使すると明かすも、その後、村田とスティーブン・バトラーの勝者との対戦を保障することを条件に、再戦条項の権利行使を延期する意向を示した。
2019年12月10日、2020年1月11日にハビブ・アメドと対戦を予定していたが、ブラントが上腕二頭筋を負傷して欠場することが発表された。
2020年8月22日、約1年ぶりに試合を行い、ビタリ・コピレンコに5回TKO勝ち。
2021年4月16日、ブラントがプロモーターのグレッグ・コーエン、ラパック・ボクシングLLC、トップランクに対して、モハメド・アリ法違反などがあったとして、75,000ドル（約800万円）を超える損害賠償と契約解除を求める訴訟を起こした。グレッグ・コーエンは2016年に起こしたボクシングとは無関係の詐欺事件で2019年に6ヵ月間刑務所に収監され、出所後に20万ドルを詐欺被害者に返済することに同意していた。
2021年6月26日、ラスベガスのヴァージンホテルズ・ラスベガス・シアターでジャニベク・アリムハヌリと対戦し8回TKO負け。

## 獲得タイトル
- WBCアメリカ大陸ミドル級王座
- NABA北米ミドル級王座
- WBA世界ミドル級レギュラー王座(防衛1)